# 马克·森内特
马克·森内特（Mack Sennett，原名Michael Sinnott，即迈克尔·辛诺特，1880年1月17日—1960年11月5日）是一位加拿大演员、导演、喜剧演员和工作室负责人，被誉为“喜剧之王”。
1880年，森内特出生于魁北克省丹维尔。他在纽约市的传记公司开启电影生涯，后于1912年在洛杉矶伊登代尔成立了基斯通工作室。基斯通拥有第一个全封闭的电影舞台，而森内特也在基斯通警察电影中首创了扣馅饼和汽车追逐等搞笑情节，并因此而蜚声影坛。他还制作短片展示其泳装女郎，其中不少人后来都在演艺事业上取得了成功。
森内特在有声电影方面的工作不太成功，并于1933年破产。1938年，由于他对电影喜剧的贡献，他被授予奥斯卡终身成就奖。

## 早年生活
他出生于魁北克省丹维尔，原名迈克尔·辛诺特（Michael Sinnott）。他父亲约翰·辛诺特（John Sinnott）是爱尔兰天主教徒，母亲是凯瑟琳·福伊（Catherine Foy）。1879年，他的父母在魁北克省廷威克结婚，并搬到魁北克省里士满。里士满当时是东部小镇的一个小村庄，辛诺特在那里打工。1883年，森内特的弟弟乔治（George）出生，当时辛诺特开了一家旅馆，并已经营多年。森内特的父母在里士满把所有的孩子养大。当时，森内特的祖父母住在丹维尔。森内特17岁时搬到了康涅狄格。
他在马萨诸塞州北安普顿住了一段时间。根据他的自传，就是在那里看了一场歌舞杂耍表演后，他第一次萌生了要成为一名歌剧歌手的想法。他说，镇上最受尊敬的律师、北安普顿的市长（后来的美国总统）卡尔文·柯立芝，以及森内特的母亲，都试图劝说他放弃音乐梦想。
在纽约，他取了“马克·森内特”这一艺名，成为了传记公司一名演员、歌手、舞者、小丑、剧场设计师和导演。他演艺生涯中有一点经常被忽略——他在1911至1913年间，曾11次扮演夏洛克·福尔摩斯，尽管只是模仿。

## 基斯通工作室

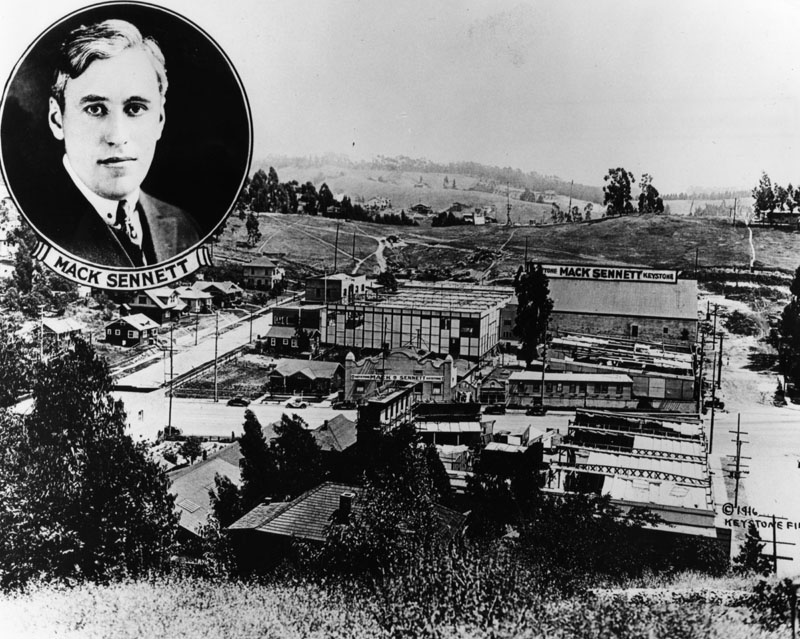
马克·森内特的基斯通工作室，1915年

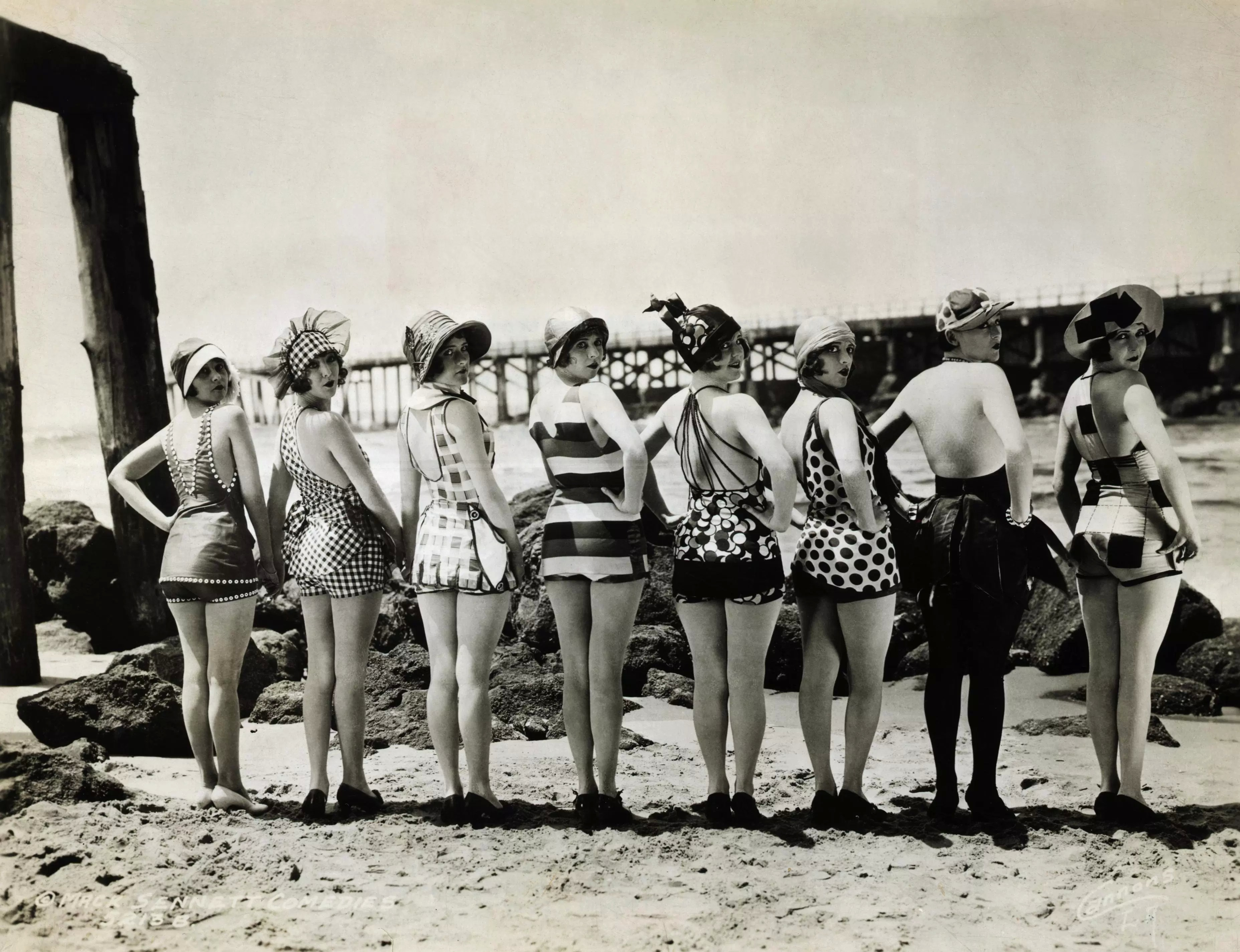
森内特泳装女郎

在纽约电影公司的亚当·凯塞尔和查尔斯·O·鲍曼的资助下，森内特于1912年在洛杉矶伊登代尔（属于今回声公园）创立了基斯通工作室。原先的主楼是有史以来建造的第一个全封闭电影舞台和摄影棚，它至今依然屹立。许多成功的演员都是在与森内特的合作中开启了电影生涯，包括玛丽·德雷斯勒、梅布尔·诺曼德、查理·卓别林、哈利·兰登、罗斯科·阿巴克尔、哈罗德·劳埃德、雷蒙德·格里菲斯、格洛丽亚·斯旺森、福特·斯特林、安迪·克莱德、切斯特·康克林、波利·莫兰、路易丝·法森达、基斯通警察、宾·克罗斯比和W·C·菲尔兹。
森内特的工作室被称为“好莱坞欢乐工厂之王”（the King of Hollywood's Fun Factory），其制作的搞笑喜剧中的经典场景包括：汽车追逐中将头发吹起，以及蛋奶派大战，尤其是在《基斯通警察》系列中。尽管表演得不错，但这些公式化喜剧场景都是基于幽默的情景设计，而非喜剧演员的个人特征。森内特剧团成员经常怪诞地扮演各种社会类型，足以在很大程度上呈现“可互换的经典”：“留着有趣的小胡子，斗鸡眼，或者额外的两百磅体重，都是所需的个性化。”
电影历史学家理查德·科扎斯基评价了“欢乐工厂”对喜剧电影表演的影响：
 虽然马克·森内特在喜剧电影史上占有一席之地，但它肯定不是个人才华的开发者……卓别林、兰登和劳埃德都曾在某个时刻出现过，但只有抛开森内特才发展出他们自己的风格，只有摆脱其影响才达到了艺术巅峰……银幕喜剧在卓别林的领导下，开始更多地着眼于个性而非情境。
森内特的第一位女喜剧演员是梅布尔·诺曼德，诺曼德在他的指导下成为了一位大明星，而且他俩开始了一段动荡的浪漫关系。森内特还创作了《儿童喜剧》（Kid Comedies），这是《我们一伙》系列电影的前身。在很短的时间内，他的名字就成了当时被称为“忽悠”（flickers）的银幕喜剧的代名词。1915年，森内特与D·W·格里菲斯和托马斯·因斯两位电影界实力人物联手，使基斯通工作室成为雄心勃勃的三角电影公司一个独立制作单位。

## 森内特泳装女郎
从1915年开始，森内特还召集了一群“森内特泳装女郎”，她们穿着挑逗性的泳装出现在各种场合，如喜剧短片和宣传材料，以及像威尼斯海滩选美比赛这样的宣传活动。森内特泳装女郎持续出现到1928年。

## 独立生产

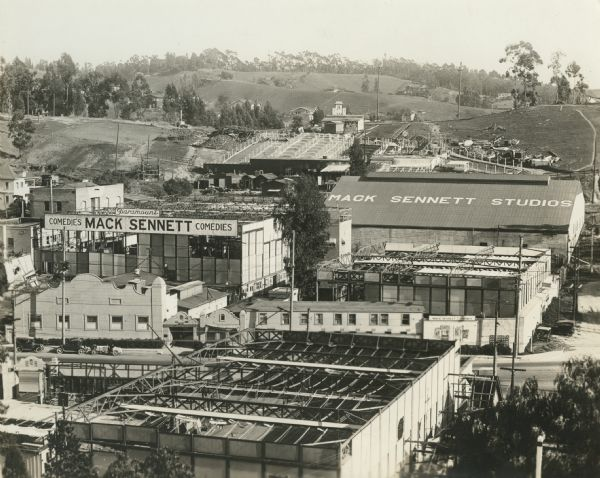
马克·森内特工作室，1917年

1917年，森内特放弃了基斯通品牌，并组建了自己的公司——马克·森内特喜剧公司（Mack Sennett Comedies Corporation）。森内特的老板们保留了基斯通的商标，并制作了一系列廉价的喜剧短片，这些短片只是名义上的“基斯通”：它们并不成功，与森内特也没有任何关系。森内特继续雄心勃勃地制作了更多喜剧短片和一些长片。在1920年代，他的短片很受欢迎，其中的明星包括路易丝·法森达、比利·贝文、安迪·克莱德、哈利·格里本、弗农·登特、爱丽丝·戴、拉尔夫·格雷夫斯、查理·默里和哈利·兰登。他与本·特平和梅布尔·诺曼德等最耀眼的明星合作了多部故事片。
森内特在1920年代初期的许多电影都被华纳兄弟所继承。华纳兄弟与最初的发行商第一国民影业合并，并为其中几个短片添加了音乐和解说。不幸的是，由于储存条件不足，这一时期的许多影片发生物理恶化而毁坏。结果，森内特最富有成就和创造力时期的许多电影已经失传。

## 投身美国百代
1920年代中期，森内特投身美国百代的发行部门。百代拥有巨大的市场份额，但却做出了糟糕的企业决策，例如试图一次出售过多的喜剧片，包括森内特的主要竞争对手哈尔·罗奇的喜剧。1927年，好莱坞最成功的两家电影公司米高梅和派拉蒙影业，注意到了美国百代和教育影业等小公司所赚取的利润。米高梅和派拉蒙恢复了短片的制作和发行。哈尔·罗奇 (Hal Roach) 与米高梅签约，但马克·森内特仍然留在美国百代，即使是由竞争导致的困难时期。这一时期的数百家独立放映商和电影院，已经从美国百代转向米高梅或派拉蒙的新电影和新短片。

## 实验、获奖和破产

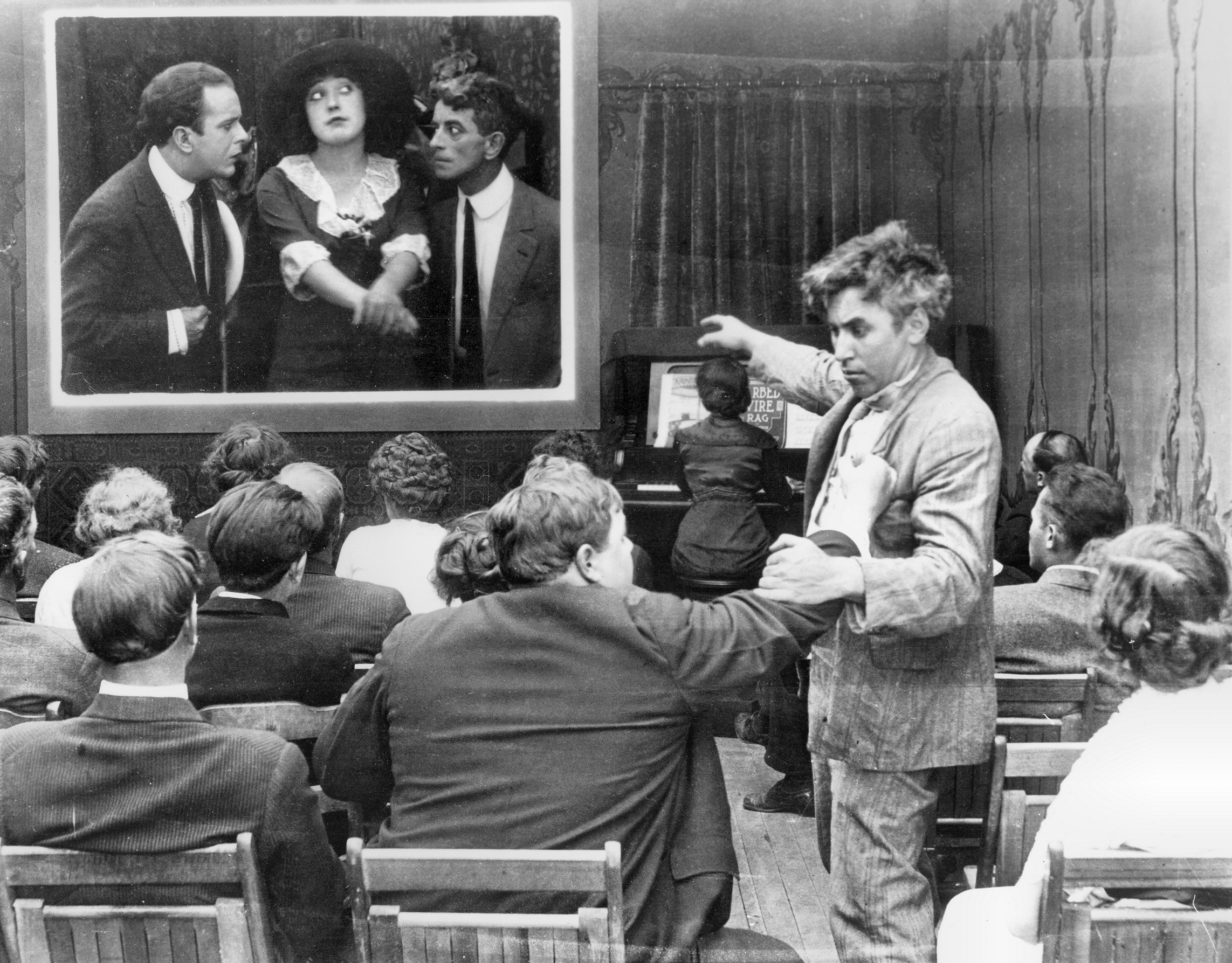
1913年，罗斯科·阿巴克尔和森内特作为电影观众，摆好姿势观看影片《梅布尔的戏剧生涯》中的梅布尔·诺曼德。

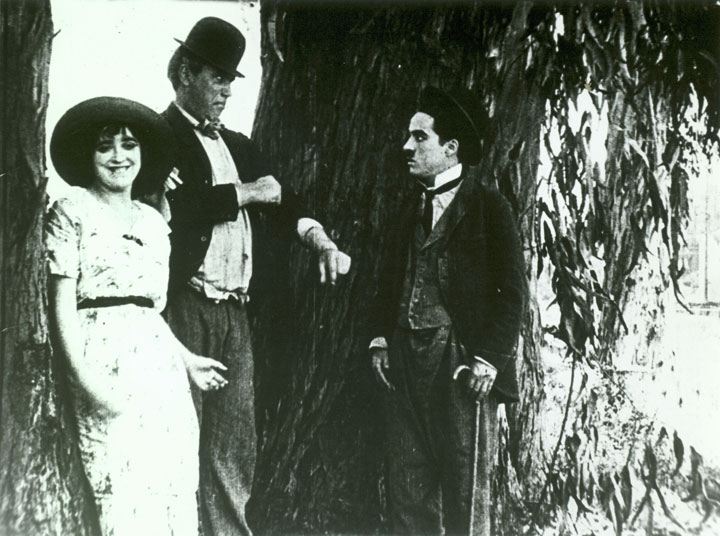
1914年，梅布尔·诺曼德、森内特和查尔斯·卓别林在《致命木槌》中

森内特相当顺利地过渡到了有声电影，并通过E·W·哈蒙斯的教育影业发行了这些电影。森内特偶尔也会尝试彩色电影。1928年，他成为第一个将有声短片推向市场的人。1932年，他因制作《大嗓门》，而获得奥斯卡最佳实景短片奖喜剧单元（comedy division）的提名。在片中，马特·麦克休饰演了体育质问者（sports-heckler）一角；在哥伦比亚影业后来翻拍的电影中，该角色由查理·蔡斯和谢普·霍华德扮演。同年，森内特还凭借电影《摔跤剑鱼》获得了创新单元（novelty division）的奥斯卡奖。1932年3月25日，他成为美国公民。
森内特经常固守过时的技术，使他1930年代早期的电影显得过时而古怪。这注定了他尝试以《催眠》（由黑脸喜剧演员“两只黑乌鸦”主演）重新进入故事片市场的失败。然而，森内特却凭借由宾·克罗斯比主演的喜剧短片取得了巨大成功。大型电影公司派拉蒙影业选中了森内特出品的影片，这很可能起到了重要作用。W·C·菲尔兹构思并主演了四部著名的森内特-派拉蒙喜剧。菲尔兹本人回忆说，他“为这个爱尔兰人制作了七部喜剧”；他最初的合同要求拍摄一部电影，并可以选择拍摄另外六部，但最终菲尔兹只主演了四部。森内特的另外两部短片是使用菲尔兹的剧本制作的：与唐纳德·诺维斯合作的《唱歌的拳击手》（The Singing Boxer，1933年），以及与劳埃德·汉密尔顿合作的《太多高球》（Too Many Highballs，1933年）。
森内特的工作室没能挺过大萧条。他与派拉蒙的合作只持续了一年，并在1933年11月被迫破产。
1934年1月12日，森内特在亚利桑那州梅萨发生车祸受伤，该事故导致黑脸表演者查尔斯·马克身亡。
他最后的作品是在1935年，他担任教育影业的制片兼导演，指导了《無膽情郎》中的巴斯特·基顿和《塔尔上路》中的琼·戴维斯。（1935年的维塔风短片《基斯通酒店》并非森内特制作，尽管其中有几位来自马克·森内特工作室的同僚。事实上，森内特并未参与制作该片。）
马克·森内特在55岁时进入半退休状态。在25年的职业生涯中，他制作了1,000余部无声电影和几十部有声电影。他工作室的财产卖给了吉祥物影业（后归属共和影业），他的许多前员工在哥伦比亚影业找到了新工作。
1938年3月，森内特被授予奥斯卡终身成就奖：“由于他对银幕喜剧技术的持久贡献，其基本原则在今天和首次付诸实践时同样重要，奥斯卡将特别奖颁发给这位欢乐大师、星探，以及有同情心、友善、理解力强的喜剧天才——马克·森内特。”

## 后期项目
当时曾一度传言满天飞，称森内特将重返电影制作（1938年的一份宣传片表明，他将与劳莱与哈台中的史丹·劳莱合作）。但除了向影院重新发行了几张宾·克罗斯比的短片之外，森内特什么也没做。然而，森内特确实出现在了《好莱坞队列》（1939年）的镜头前，这本身就是马克·森内特与梅布尔·诺曼德的罗曼史未加掩饰的版本。1949年，他为第一部长篇喜剧合辑《沿着记忆巷》提供了电影片段，并出现在其中，该剧由史蒂夫·艾伦编剧兼旁白。森内特出现在1954年的电视连续剧《这是你的生活》中，并在《兩傻大鬧攝影場》（1955年）中客串出演（片酬1,000美元）。他最后一次值得注意的贡献是在NBC的广播节目《声音传记》（Biography in Sound）中，回忆了他与W·C·菲尔兹的合作，该节目于1956年2月28日播出。

## 去世
1960年11月5日，森内特在洛杉矶伍德兰希尔斯去世，享年80岁。他被安葬在卡尔弗城的圣十字公墓。

## 致敬
由于森内特对电影业的贡献，他在好莱坞星光大道上获得了一颗星，位于好莱坞大道6712号。他还在2014年入选了加拿大星光大道。

## 在流行文化中
- 导演让·吕克·戈达尔和弗朗索瓦·特吕弗，在1961年拍摄的短片《水的故事（英语：A Story of Water）》中，将该片献给了马克·森内特。
- 1974年，迈克尔·斯图尔特（英语：Michael Stewart (playwright)）和杰瑞·赫尔曼创作了音乐剧《马克与梅布尔（英语：Mack and Mabel）》，记录了森内特和梅布尔·诺曼德之间的罗曼史。
- 森内特也是《传记女孩（英语：The Biograph Girl）》中的主角，这是1980年一部关于无声电影时代的音乐剧。
- 彼得·拉佛西1983年的小说《基斯通》（Keystone），是一个以基斯通工作室为背景的侦探小说系列，涉及马克·森内特、梅布尔·诺曼德、罗斯科·阿巴克尔和基斯通警察等人。
- 在1992年电影《卓别林传》中，丹·艾克罗伊德饰演了马克·森内特。玛丽莎·托梅饰演梅布尔·诺曼德，小罗伯特·唐尼饰演查理·卓别林。
- 在ITV工作室的《塞尔弗里奇先生（英语：Mr Selfridge）》第二季第八集中，约瑟夫·贝蒂（英语：Joseph Beattie）和安德里亚·戴克（英语：Andrea Deck）分别饰演了马克·森内特和梅布尔·诺曼德。
- 卡萝尔·伯内特制作了一个长篇短剧，向马克·森内特致敬，并于2021年6月在MeTV（英语：MeTV）的节目中播出。

## 扩展阅读
- Lahue, Kalton.  [马克·森内特的基斯通：人、神话和喜剧]. 纽约: Barnes. 1971. ISBN 978-0-498-07461-5 （英语）.